# CC Napoli
CC Napoli (em italiano: Circolo Canottieri Napoli) é um clube de polo aquático italiano da cidade de Napoli. atualmente na Serie A1. É um dos clubes mais vitoriosos do polo aquático europeu.'

## História
Circolo Canottieri Napoli foi fundado em 1914.

## Títulos
- LEN Champions League
  - 1977-78
- Liga Italiana
  - 1950-51, 1957–58, 1962–63, 1972–73, 1974–75, 1976–77, 1978–79, 1989-90
- Coppa Italia
  - 1969-70